# Günter Kößl
Günter Kößl (* 24. September 1950 in Neufurth, Amstetten) ist ein österreichischer Polizeibeamter, Politiker (ÖVP) und Abgeordneter zum Nationalrat.

## Ausbildung und Beruf
Günter Kößl besuchte ab 1956 die Volksschule und ab 1960 die Hauptschule. Er erlernte im Anschluss von 1964 bis 1968 den Beruf des Maschinenschlossers im Böhler-Ybbstalwerken und leistete 1968 den Präsenzdienst ab. Nach der Ableistung seines Wehrdienstes als Pionier und Waffenmeistergehilfe in die Biragokaserne Melk kam Kößl 1969 zur Sicherheitswache Wien, wo er 1969 bis 1971 die Polizeischule besuchte. 1973 wechselte er von der Sicherheitswache Wien ans Landesgendarmeriekommando für Niederösterreich, wo er dem Posten Sankt Valentin zugeteilt wurde. 1977 absolvierte er die Beamten-Aufstiegsprüfung. Von 1980 bis 1982 lehrte Kößl zudem an der Gendarmerie Zentralschule Mödling. Später wechselte Kößl an den Gendarmerieposten (ab Juli 2005: Polizeiinspektion) Ulmerfeld, dem er bis 2007 als Postenkommandant (ab Juli 2005: Polizeiinspektionskommandant) vorstand.

## Politik
Günter Kößl war 1985 bis 1990 Mitglied des Gemeinderates von Amstetten und von 1990 bis 2000 Stadtrat. Seit 2000 ist er Vizebürgermeister der Stadtgemeinde. 2001 wurde Kößl zudem zum Stadtparteiobmann der ÖVP Amstetten gewählt.
Kößl ist seit dem 29. Oktober 1999 Abgeordneter zum Nationalrat und in der XXIII. Gesetzgebungsperiode Obmannstellvertreter im Ausschuss für innere Angelegenheiten, im Unvereinbarkeitsausschuss und im Ständigen Unterausschuss des Ausschusses für innere Angelegenheiten.

## Privates
Günter Kößl wurde als Sohn eines Zimmermanns und einer Hausfrau geboren. Er hat einen Bruder und wuchs in bescheidenen Verhältnissen auf. Günter Kößl ist seit 1972 verheiratet und hat drei Töchter.

## Auszeichnungen
- Großes Goldenes Ehrenzeichen für Verdienste um die Republik Österreich (2009)[1][2]
- Big Brother Award (2008)